# متشنكوفيلية
المتشنكوفيلية (الاسم العلمي:Metchnikovellidae) هي فصيلة من الفطريات تتبع رتبة المتشنكوفيليات من طائفة البويغيات المتشنكوفيلية.

## التصنيف
- المتشنكوفيلا